# Glossamia heurni
Glossamia heurni és una espècie de peix pertanyent a la família dels apogònids.

## Hàbitat
És un peix d'aigua dolça, demersal i de clima tropical.

## Distribució geogràfica
Es troba al nord de Nova Guinea.

## Observacions
És inofensiu per als humans.